# 조선민주주의인민공화국 3천톤급 잠수함
조선민주주의인민공화국 3천톤급 잠수함은 조선민주주의인민공화국이 건조했거나 건조중이라고 알려진 최신형 잠수함이다. SLBM발사관 3문이 탑재되어있으며 북극성 3호 잠대지 탄도 미사일을 장착한 것으로 추측된다. 대한민국 언론에서는 신포C급 잠수함이라고 부른다.

## 역사

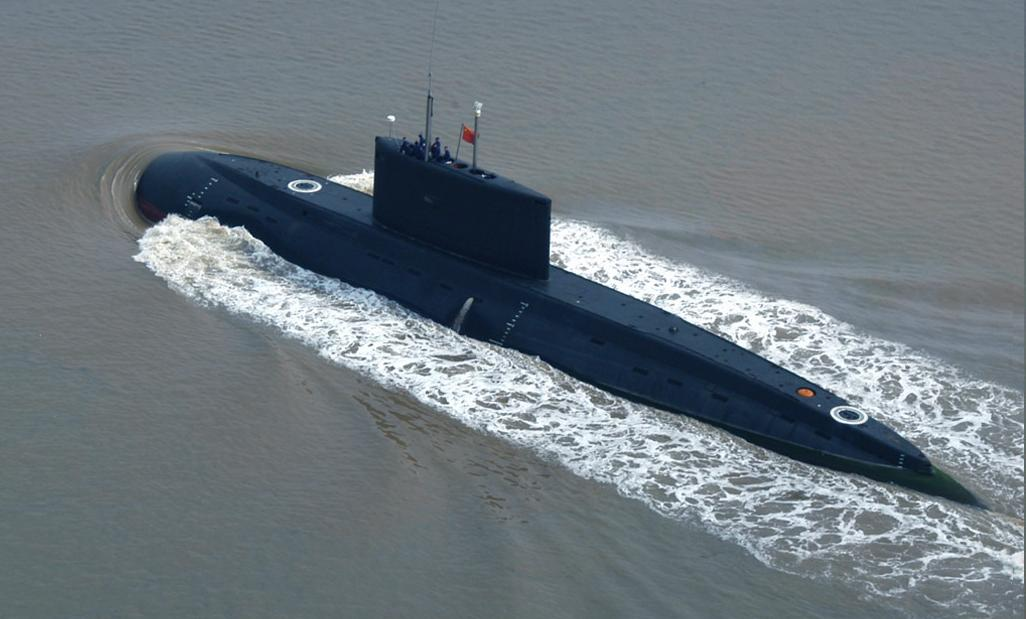
중국 해군의 수중배수량 3950톤인 킬로급 636형

2017년 기준으로, 한국은 장보고 3급 잠수함을 건조중이고, 디젤과 핵추진 두가지 버전을 고려하고 있는데, 조선민주주의인민공화국도 이와 비슷한 3천톤급 디젤 잠수함과 핵추진 잠수함을 개발중이다.
1998년 6월 23일, 러시아가 조선민주주의인민공화국과 최신예 디젤 잠수함에대한 매각교섭을 극비리 추진하고 있다. 조선민주주의인민공화국이 구입을 검토하고 있는 것은 최신예 킬로급 잠수함 636형으로 러시아가 중국에 수출했다.
조선민주주의인민공화국의 미사일 개발에 참여했다가 2014년 탈조선민주주의인민공화국 조선민주주의인민공화국 국방과학원 소속 간부는 2004년, 2012년 러시아에서 독립된 가맹 공화국과 연계해서 잠수함 3천 톤급 2척을 사들여와서 이미 건조했으며, 2척 모두 함경남도 신포시 봉대 보일러 공장에 보관 중이며, 탄도 미사일 4개를 탑재할 수 있는 발사관 4개를 갖췄다고 말했다. 2004년과 2012년에 러시아에서 수출하던 3천톤급 잠수함은 킬로급 636형 뿐이다.
NK지식인연대는 조선민주주의인민공화국이 2009년부터 극비리에 3000톤급 신형잠수함을 착공, 2017년 10월까지 준공할 계획이라고 주장했다. 러시아에서 들여 온 3000톤급 잠수함을 개조해 원래 2015년까지 개발을 완료하기로 한 조선민주주의인민공화국산 신형 SLBM을 4발을 적재가 가능할 수 있도록 가급적 빠른 시일 내로 잠수함을 건조할 계획이다.
2014년 10월 20일, 군사분야 조선민주주의인민공화국 전문가 조셉 버뮤데즈는 조선민주주의인민공화국 전문 웹사이트 38노스에 게재한 글에서, 2010년부터 2014년까지 신포 남부 조선소에에서 그간 보이지 않았던 잠수함이 정박해있는 것을 확인했다고 주장했다. 탄도미사일용 잠수함은 아니며, 킬로급과 닮았다고 한다.
2019년 7월 23일, 오후 조선민주주의인민공화국 조선중앙TV는 신형 잠수함을 김정은이 시찰한 사진과 동영상을 공개했다. 동영상에는 SLBM(잠수함발사탄도미사일)이 탑재되는 잠수함의 함교(艦橋) 부분 등이 비교적 명확하게 나타나 있었다. 일부는 모자이크로 가려져 있는데 3개의 잠수함발사탄도미사일 SLBM 발사관으로 한국군 당국은 분석했다. 조선민주주의인민공화국이 2017년 개발을 끝냈다고 발표한 사거리 3천km 북극성 3호 미사일을 탑재할 경우 하와이 넘어 침투해 바닷속에서 미국 본토 전역을 공격할 수 있다.

## 킬로급 636형
러시아의 최신형 3천톤급 디젤 잠수함은 킬로급 636형이다. 21인치 중어뢰 18발과 러시아판 토마호크인 칼리브르 순항미사일 4발을 탑재한다.
탈북자 증언으로는 2000년대에 제3국을 통해 러시아의 최신형 3천톤급 디젤 잠수함 2척을 구매해서 이미 신포 조선소에서 준공을 했다는 것인데, 당시 러시아가 외국에 수출중인 3천톤급 디젤 잠수함은 킬로급 636형 뿐이다. 킬로급 636형은 토마호크 미사일 4발을 탑재하는데, 조선민주주의인민공화국이 토마호크까지 함께 구매를 한 것인지는 확실하지 않다.
러시아판 토마호크인 칼리브르 순항미사일은 탄두중량이 200 kg, 400 kg인데, 2017년 9월 기준으로, 탄도미사일 권위자인 미국 제임스 마틴센터의 제프리 루이스 소장은 조선민주주의인민공화국이 무게 200 kg의 수소폭탄을 제조할 수 있다고 평가한다.
SLBM과 토마호크 핵순항미사일의 관계에 대해서는 조지 워싱턴급 잠수함 참조.

## SLBM

골프 I급

골프 IV급

한국은 4천톤급이 SLBM 3발을 탑재할 것이라고 분석한다. 그러나 골프급 잠수함은 3천톤급이 SLBM 3발, 4천톤급이 SLBM 6발을 탑재했었다.
조선민주주의인민공화국이 공개한 사진을 보면, 함교탑 뒤에 SLBM 발사관을 위해 위해 위로 튀어나온 동체가 모자이크 처리되어있다. 즉 골프I급이 함교탑 뒷부분이 튀어나오지 않은 것인데 비해, 골프IV급은 함교탑 뒷부분이 SLBM 탑재를 위해 동체가 위로 튀어나와 있다.
그러나, 신포C급이 골프급을 개량한 것이라고 볼 수 없는 점은, 골프급은 선체 밑부붙이 튀어나와 있다. 그러나, 조선민주주의인민공화국이 사진을 공개한 신포C급은 선체 밑부분이 튀어나오지 않고 일자형으로 되어 있으며, 골프급은 선체가 소시지처럼 동그란 원형이 아니고 각져 있는데, 신포C급은 최신형 잠수함 디자인에서 보이는, 완전히 동그란 일자형 원통 모양이었다. 골프급 개조는 전혀 아니라는 점을, 사진 한 장이 모두 보여주고 있다.
골프 IV급은 D-5K 수직발사관 4개를 갖추어, R-27K SLBM 4발을 탑재한다. 기준배수량 3642톤, 만재배수량 미확인. 순항속도 8노트, 순항거리 8150해리(15093 km). R-27K는 사거리 3000 km R-27 SLBM의 대함탄도유도탄 버전이다. R-27 SLBM은 1메가톤 수소폭탄 한발을 탑재하고 있으며, 서울시 1천만명이 1메가톤 수소폭탄 한발로 전멸한다. 따라서, R-27 SLBM 3발이면 서울시 3개, 3천만명을 전멸시키는 위력이다.
사거리 3000 km일 경우, LA 해안가에서 발사하면 워싱턴까지 4000 km 거리이다. 미국 전역을 공격하려면 사거리 4000 km 여야지, 3000 km로는 부족하다.
그림에서 보는 골프 IV급의 함교탑 뒤에 튀어나온 SLBM 수직발사관의 길이는, 정확하게는 알 수 없으나, R-27 SLBM의 길이가 8.89 m이다. 반면에, 북한 SLBM은 북극성 3호를 언론에서 자주 보도하는데, 길이가 12 m라는 전문가 분석도 있다. 이렇게 길면, 잠수함 탑재가 쉽지 않다. 2019년 10월 3일, 마이클 엘러먼 영국 국제전략문제연구소(IISS) 비확산ㆍ핵정책 프로그램 국장은 38노스 기고문을 통해 북극성-3형이 1.4∼1.5ｍ에 길이 7.8∼8.3ｍ 정도일 것으로 분석했다. 이정도 길이면 충분히 탑재가 가능하다.
한편, 북극성 3호의 사거리는 5000 km 라는 전문가 분석도 있다. 이러면 LA 해안가에 매우 근접해서 미국 잠수함에 격침될 위험이 매우 높지 않으면서도, LA 인근의 태평양 공해 수중에서 워싱턴DC를 핵공격할 수 있다.

## AIP추진
익명을 요구한 한국군 관계자는 "북한이 옛소련의 골프급 잠수함을 바탕으로 신형 잠수함을 개발한 것은 10년도 넘었다"면서 북한이 신형 잠수함에 공기 불요 추진 시스템(AIP)도 갖췄을 것으로 내다봤다.

## 핵추진
조선민주주의인민공화국이 러시아 핵잠수함 원자로 회사를 해킹해 원자로 설계도를 획득했으며, 이를 통해 배수량 3500톤급 핵추진 잠수함 2척을 건조중이라는 첩보가 있다. 소련 최초의 핵추진 잠수함인 노벰버급 잠수함의 배수량이 3천톤급이다.

## 제2격
SLBM은 제1격인 핵선제타격(킬체인)의 ICBM과 달리, 제2격인 대량응징보복의 핵공격 수단이다. 즉, 적이 먼저 선제 핵공격인 제1격을 할 경우에, 잠수함에서 SLBM을 적의 핵심목표에 발사하는 것이, 전통적인 핵무기전략이다.
영국과 프랑스는 미국, 러시아, 중국처럼 지상의 ICBM은 없으며, 잠수함의 SLBM 중심으로 핵군대를 배치했다. 프랑스는 항공모함에 라팔 전투기에 장착하는 핵무기가 배치중이기는 하다.
반면, 중국은 지상에 ICBM을 배치해놓고도, 제1격은 하지 않겠다고 공개적으로 선언한 국가이다. 미국은 이를 믿지 않는다. 현재 전세계에서 1) 지상에 ICBM을 배치했으며, 2) 공개적으로 제1격의 핵무기정책을 선언했고, 3) 실제로 즉시발사대기태세를 유지하고 있는 나라는 미국과 러시아 뿐이다.
한국군은 재래식 무기로 선제타격을 한다는 킬체인, 재래식 무기로 보복공격을 한다는 대량응징보복을 선언하고 있다. 1970년대만 해도 불가능한 작전교리인데, 현재는 정밀유도 기능의 발달로, 전세계를 킬체인, 대량응징보복을 할 수는 없지만, 북한 정도 규모의 작은 면적의 국가에 대해서는, 대한민국 수준의 GDP 규모일 경우에, 재래식 무기로 킬체인, 대량응징보복이 가능해졌다. 그래서 돈이 부족한 북한은 핵무장 필요성이 매우 크지만, 한국의 경우에는, 중국 일본에 핵공격을 고려하는 게 아니고, 북한만 대적한다고 가정할 경우, 핵무장 필요성이 크지는 않다. 그러나, 한국전쟁은 사실상 중국군이 가장 무서웠기 때문에, 중국에 대해서는 땅 면적이 넓고, 멀리 떨어져 있어서, 재래식 무기로 킬체인, 대량응징보복이 불가능하며, 한국이, 북한의 핵무장을 핑계삼아 핵무장을 해야만, 중국 본토를 제대로 선제타격, 보복타격이 가능하다.
어차피 북한도, 한국전쟁에서 가장 무서웠던 게 한국군이 아니라 미군이었기 때문에, 주된 용도가, 한국 보다는 미국에 대한 핵무장이라고 말하고 있다.

## 같이 보기
- 장보고 3급 잠수함
- 조선민주주의인민공화국 4천톤급 잠수함